# NGC 1244
NGC 1244 је спирална галаксија у сазвежђу Часовник која се налази на NGC листи објеката дубоког неба.
Деклинација објекта је - 66° 46' 33" а ректасцензија 3h 6m 31,0s. Привидна величина (магнитуда) објекта NGC 1244 износи 13,1 а фотографска магнитуда 13,9. Налази се на удаљености од 71,450 милиона парсека од Сунца. NGC 1244 је још познат и под ознакама ESO 82-8, AM 0305-665, IRAS 03058-6657, PGC 11659.